# Mikko Leppilampi

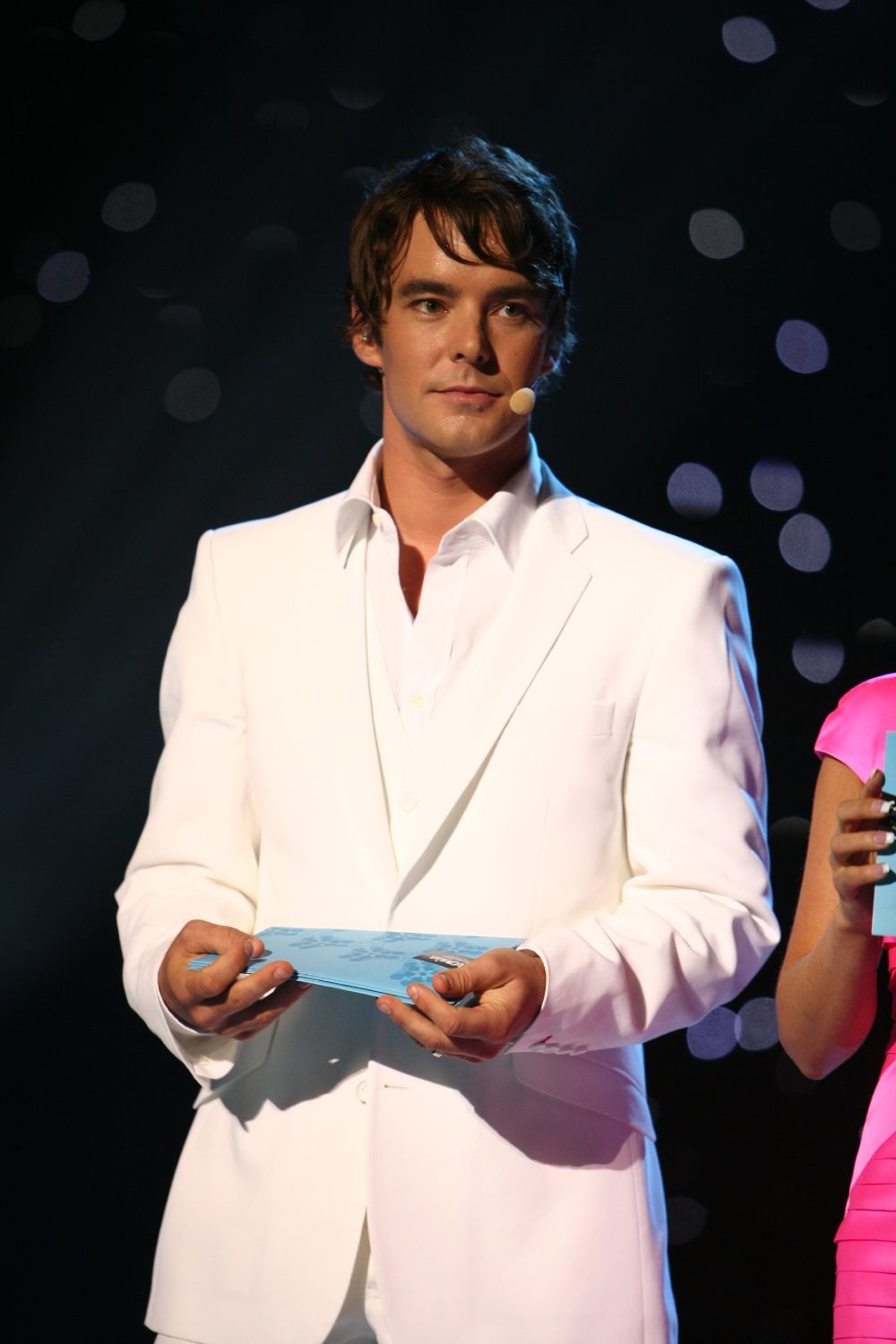
Mikko Leppilampi als Moderator des Eurovision Song Contest 2007

Mikko Johannes Leppilampi (* 22. September 1978 in Pälkäne) ist ein finnischer Schauspieler und Musiker. Bekannt wurde er 2003 mit seinem Debütfilm Helmiä ja sikoja, wobei er für seine Darstellung des Läde 2004 mit dem Filmpreis Jussi als bester Schauspieler ausgezeichnet wurde.

## Leben
Als Sohn des Gospelmusikers Jukka Leppilampi ist er auch in der Musikbranche aktiv. Für mehrere Filme, an denen er beteiligt war, hat er den Soundtrack gesungen. Sein erstes Album, das selbstbetitelt ist, erschien am 10. Mai 2006 bei Sony BMG. Es stieg auf Platz 24 in den finnischen Album-Charts ein.
Mikko Leppilampi ist seit dem 19. August 2006 mit Emilia Leppilampi (geb. Vuorisalmi) verheiratet. Das Paar hat eine Tochter, die 2005 zur Welt gekommen ist.
Am 12. Mai 2007 moderierte Mikko Leppilampi gemeinsam mit Jaana Pelkonen den Eurovision Song Contest 2007 in Helsinki und im folgenden Jahr verlas er zum Eurovision Song Contest 2008 die Finnische Punktevergabe.
Seit August 2018 moderiert er beim Privatsender MTV3 die Quizshow „Jahti“, bei der es sich um die finnische Variante der britischen Erfolgsshow The Chase handelt, welche in der deutschen Variante als Gefragt Gejagt in der ARD läuft.

## Filmografie
- 2003: Helmiä ja sikoja
- 2004: Keisarikunta
- 2005: Paha maa
- 2005: Kaksipäisen kotkan varjossa
- 2005: Tyttö sinä olet tähti
- 2005: Narnian Tarinat – Velho ja Leijona (Stimme von „Herr Tumnus“)
- 2005: Madagascar (Stimme von „Marty“)
- 2005: Hairspray-musikaali
- 2006: Saippuaprinssi
- 2007: Wunder einer Winternacht – Die Weihnachtsgeschichte (Joulutarina)
- 2008: 8 päivää ensi-iltaan
- 2009: Pihalla
- 2011: The Italian Key
- 2011: Vares – Pahan suudelma
- 2012: Härmä
- 2014: Nymphs (Nymfit)
- 2016: Bordertown (Sorjonen)
- 2018–2019: Arctic Circle – Der unsichtbare Tod (Fernsehserie)

## Diskografie

### Alben
- Mikko Leppilampi (2006, Sony BMG)

### Singles
- Salaisuus (2006, Sony BMG)
- Tähti (2006, Sony BMG)

### Soundtrack
- Keisarikunta (2004)
- Kaksipäisen kotkan varjossa (2005)